# ملیخ
ملیخ (به عربی: ملیخ) یک منطقهٔ مسکونی در لبنان است که در شهرستان جزین واقع شده‌است. ملیخ ۴٫۵۲ کیلومتر مربع مساحت دارد ۹۳۰ متر بالاتر از سطح دریا واقع شده‌است.